# Chrysalidinidae
Chrysalidinidae es una familia de foraminíferos bentónicos de la superfamilia Chrysalidinoidea, del suborden Textulariina y del orden Textulariida. Su rango cronoestratigráfico abarca desde el Oxfordiense (Jurásico superior) hasta la Eoceno.

## Clasificación
Chrysalidinidae incluye a los siguientes géneros:
- Accordiella †
- Chrysalidina †
- Dukhania †
- Pfendericonus †
- Praechrysalidina †
- Pseudochrysalidina †
- Vacuovalvulina †

Otros géneros asignados a Chrysalidinidae y clasificados actualmente en otras familias son: 
- Parurgonina †, ahora en la familia Parurgoninidae
- Indomarssonella †, ahora en la familia Paravalvulinidae
- Paravalvulina †, ahora en la familia Paravalvulinidae
- Redmondoides †, ahora en la familia Paravalvulinidae
- Riyadhoides †, ahora en la familia Paravalvulinidae

Otros géneros considerados en Chrysalidinidae son:
- Conicovalvulina, aceptado como Vacuovalvulina
- Pseudogoesella, aceptado como Pseudochrysalidina
- Pupina, aceptado como Chrysalidina